# I Kissed a Girl
"I Kissed a Girl"은 미국의 팝 가수 케이티 페리의 노래이며 페리, 닥터 루크, 맥스 마틴, 캐시 데니스가 음반 작업에 참여했다. 이 싱글 케이티 페리의 2집 One of the Boys의 리드 싱글이다. 페리의 노래는 "여자의 아름다움에 대하여 말하고 있다."
앨범의 리드 싱글 "I Kissed a Girl"은 상업적인 성공을 크게 거두었다. 이 곡은 빌보드 핫 100에서 7주동안 1위를 차지했다. 이후 전 세계적으로 히트를 쳐 미국, 호주, 캐나다, 아일랜드, 영국을 포함한 약 30개의 국가에서 차트를 석권했다. 또한 "I Kissed a Girl"은 제 51회 그래미 상에서 '최우수 여성 팝 보컬'상 후보에 오르기도 했다. 또한 2009 키드' 초이스 어워즈 후보에도 올랐다.
"I Kissed a Girl"은 빌보드 핫 100에 76위로 데뷔했다. 몇 주 후, 디지털 다운로드의 상승으로 인해 라디오 방송차트에서 5위에 올랐다. 그것은 다음주에도 계속 상승하더니 콜드플레이를 밀치고 2위를 차지했다. 또한 다음주에 빌보드 차트에서 1000번째로 1위를 한 곡이 됐다.(빌보드 핫 100은 당시 961만번이다.)

## 뮤직비디오
노래의 뮤직비디오는 2008년 5월 16일 페리의 개인 웹사이트 마이스페이스에서 공개됐다. 뮤직비디오의 감독은 킹카 뷰자가 맡았다. 뮤직비디오가 끝날 무렵, 그녀는 남성 동반자 데릭(DJ Skeet Skeet) 옆에서 깨어났다. 노래의 제목에도 알 수 있듯이 동성 키스도 묘사된다. 뮤직비디오는 페리의 실제 친구들인 디제이, 미아 모레티, 마커스의 고양이 벨라가 등장하며 지금은 스타지만 당시엔 알려지지 않았던 케샤도 등장한다.
6월 12일 토탈 리퀘스트 라이브(TRL)에 방문해 페리는 인터뷰와 함께 텔레비전 데뷔를 했다. 2008년 6월 24일 "I Kissed a Girl"은 토탈 리퀘스트 라이브(TRL)에서 1위를 차지했다. 뮤직비디오는 뮤직 비디오 채널에서 뿐아니라 VH1에서도 높은 방송시간을 차지했다. 2008년 6월 30일에는 MTV 라틴 아메리카에서도 공개 됐다. 2008년 7월 6일에 VH1의 VH1 탑 20 비디오 카운트다운 4위에 올랐다. 이 뮤직비디오는 2008년 MTV 비디오 뮤직 어워드에서 '최우수 여자 비디오' 및 '베스트 뉴 아티스트'를 포함한 총 5개의 부문에 후보로 올랐다. 동영상은 유튜브에서 2천 5백만 이상의 조회수를 기록하고 있다. 노래가 세계적으로 인기를 받음과 동시에 유튜브에는 많은 패러디 동영상과 UCC들이 올라왔다.

## 트랙 리스트
| #  | 제목                                                       | 재생 시간 |
| -- | ---------------------------------------------------------- | --------- |
| 1. | 〈"I Kissed a Girl"〉 (album version)                      | 3:00      |
| 2. | 〈"I Kissed a Girl"〉 (instrumental)                       | 3:00      |
| 3. | 〈"I Kissed a Girl"〉 (a cappella)                         | 2:55      |
| 4. | 〈"I Kissed a Girl"〉 (rock mix)                           | 2:57      |
| 5. | 〈"I Kissed a Girl"〉 (rock mix – instrumental)            | 2:57      |
| 6. | 〈"I Kissed a Girl"〉 (Jason Nevins Funkrokr edit)         | 3:30      |
| 7. | 〈"I Kissed a Girl"〉 (Jason Nevins Funkrokr extended mix) | 6:51      |
| 8. | 〈"I Kissed a Girl"〉 (Dr. Luke & Benny Blanco mix)        | 3:28      |

## 차트 및 인증
| 차트 (2008)              | 최고 기록 |
| ------------------------ | --------- |
| 오스트레일리아 싱글 차트 | 1         |
| 오스트리아 싱글 차트     | 1         |
| 벨기에 싱글 차트         | 1         |
| 캐나디안 핫 100          | 1         |
| 체코 방송 차트           | 1         |
| 덴마크 싱글 차트         | 1         |
| 네덜란드 싱글 차트       | 1         |
| 유럽차트 핫 100 싱글     | 1         |
| 핀란드 싱글 차트         | 1         |
| 프랑스 싱글 차트         | 1         |
| 독일 싱글 차트           | 1         |
| 그리스 싱글 차트         | 1         |
| 헝가리 방송 탑 40        | 1         |
| 아일랜드 싱글 차트       | 1         |
| 이탈리아 싱글 차트       | 1         |
| 뉴질랜드 싱글 차트       | 1         |
| 노르웨이 싱글 차트       | 1         |
| 러시아 방송 차트         | 2         |
| 슬로바키아 방송 차트     | 4         |
| 스웨덴 싱글 차트         | 1         |
| 스와질란드 싱글 차트     | 1         |
| 터키 탑 20               | 3         |
| 영국 싱글 차트           | 1         |
| 빌보드 핫 100            | 1         |

| 국가           | 인증        | 판매, 출하량 |
| -------------- | ----------- | ------------ |
| 오스트레일리아 | 2× 플래티넘 | 140,000      |
| 오스트리아     | 플래티넘    | 40,000       |
| 벨기에         | 골드        | 20,000       |
| 캐나다         | 7× 플래티넘 | 280,000+     |
| 덴마크         | 3× 플래티넘 | 120,000      |
| 프랑스         | 골드        | 150,000      |
| 핀란드         | 플래티넘    | 20,000       |
| 독일           | 플래티넘    | 300,000      |
| 뉴질랜드       | 플래티넘    | 15,000       |
| 스페인         | 플래티넘    | 40,000       |
| 스웨덴         | 플래티넘    | 20,000       |
| 에스와티니     | 플래티넘    | 30,000       |
| 영국           | 플래티넘    | 1,570,000    |
| 미국           | 4× 플래티넘 | 4,100,000    |

| 차트 (2008)              | 최고 기록 |
| ------------------------ | --------- |
| 오스트레일리아 싱글 차트 | 9         |
| 오스트리아 싱글 차트     | 4         |
| 캐나디언 핫 100          | 5         |
| 유럽차트 핫 100 싱글     | 4         |
| 프랑스 싱글 차트         | 34        |
| 독일 싱글 차트           | 5         |
| 아일랜드 싱글 차트       | 5         |
| 뉴질랜드 싱글 차트       | 9         |
| 스위스 싱글 차트         | 8         |
| 영국 싱글 차트           | 4         |
| 미국 빌보드 핫 100       | 14        |

### 차트 행렬
| 빌보드 핫 100 1위 싱글      |                                  |                      |
| 이전                        | 2008년 7월 5일 – 2008년 8월 16일 | 다음                 |
| "Viva la Vida"의 콜드플레이 | 2008년 7월 5일 – 2008년 8월 16일 | "Disturbia"의 리한나 |
|                             |                                  |                      |
|                             |                                  |                      |

| 오스트레일리아 ARIA 싱글 차트 1위 싱글 |                                   |                            |
| 이전                                   | 2008년 7월 14일 - 2008년 8월 25일 | 다음                       |
| "No Air"의 조딘 스팍스와 크리스 브라운 | 2008년 7월 14일 - 2008년 8월 25일 | "All Summer Long"의 키드락 |
|                                        |                                   |                            |
|                                        |                                   |                            |

| 영국 싱글 차트 1위 싱글    |                                   |                                |
| 이전                       | 2008년 8월 10일 - 2008년 9월 14일 | 다음                           |
| "All Summer Long"의 키드락 | 2008년 8월 10일 - 2008년 9월 14일 | "Sex on Fire"의 킹스 오브 리온 |
|                            |                                   |                                |
|                            |                                   |                                |

| 캐나디안 핫 100 1위 싱글                         |                                   |                            |
| 이전                                             | 2008년 7월 21일 – 2008년 8월 16일 | 다음                       |
| "4 Minutes"의 마돈나 featuring 저스틴 팀버레이크 | 2008년 7월 21일 – 2008년 8월 16일 | "Just Dance"의 레이디 가가 |
|                                                  |                                   |                            |
|                                                  |                                   |                            |